# Kriya

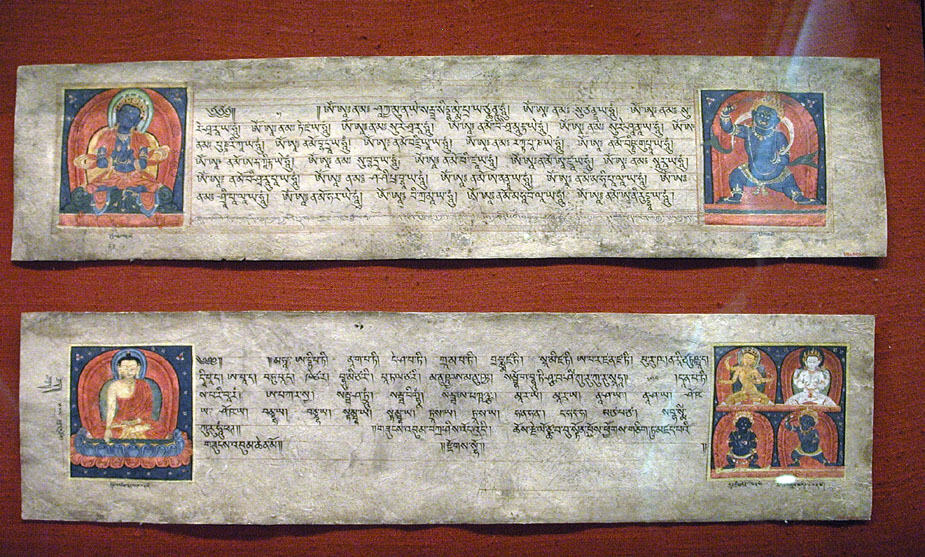
Pagini dintr-un manuscris Dharani

Kriya (în tibetană bya ba) însemnând acțiune, este în budismul tibetan, una din cele patru categorii în care școlile Sarma, „Noua traducere” (Gelug, Sakya, Kagyu, Jonang) clasifică practicile și textele tantrice. Tantrele sunt clasificate în funcție de capacitatea persoanelor, de zeitățile pe care le folosesc, de tipurile specifice de metode pe care le folosesc și de modul în care folosesc dorința (kama). Kriya tantrele au fost predate pentru practicanții cu abilități inferioare care au o înclinație pentru a efectua multe activități rituale externe în scopuri de protecție și purificare, cum ar fi scăldat ritual, stropirea cu apă parfumată, crearea unui cerc de protecție, folosirea mudrelor și intonarea mantrelor. Există, de asemenea, diverse prescripții care se ocupă de mâncare, băutură și îmbrăcăminte. Potrivit lui Kongtrul, în Kriyā Yoga, cineva se raportează la divinitate așa cum un subiect se raportează la stăpânul său și meditează doar la o divinitate externă (nu la sine ca fiind zeitatea).
Potrivit lui Kongtrul, „esența tantrei de acțiune” este:
să privească adevărul profund cu frică și teamă datorate unui intelect inferior și să observe cea mai mare curățenie și puritate, abluție, asceză și așa mai departe; să nu dezvolte mândria de a fi zeitatea, deoarece nu există o generare a sinelui ca zeitate chezașă; a fi fără beatitudinea supremă a zeității conștiinței curate, deoarece zeitatea conștiinței curate nu a fost invocată pentru a se contopi în zeitatea chezașă; să nu fie un receptacol pentru învățăturile sublime, deoarece nu este calificat să primească învățături despre ceea ce este sublim și extraordinar, semnificațiile profunde care au fost rostite cu o intenție specifică; și din cauza deficienței de a nu putea înțelege sublimul, de a fi condiționat de concepte despre puritatea sau impuritatea lucrurilor, de a se antrena temeinic în ritualuri de abluție și așa mai departe și, prin urmare, de a practica yoga divinității într-un relație supus- stăpân cu zeitatea.
Referitor la inițiere, Esența conștiinței curate afirmă: „este larg cunoscut faptul că în tantra de acțiune există inițierile de apă și de coroană.” 
Fiecare text de tantra de acțiune se concentrează în general pe un anumit Buddha sau Bodhisattva, iar multe se bazează pe dharanis. Unele dintre aceste texte sunt de fapt intitulate „sutra” sau „dharani”. Tantra de acțiune include diverse practici pentru zeități precum Buddha al Medicinei.

## Școala Kriya Yoga
Școala Kriya Yoga (în sanscrită क्रिया योग) este o școală modernă de yoga, descrisă de către practicanții săi ca un sistem de yoga antic reînviat în timpurile moderne de Lahiri Mahasaya, care pretindea că a fost inițiat de un guru non-fizic, la Mahavatar Babaji în jurul lui 1861. Kriya Yoga a fost adus la cunoștință internațională de cartea lui Paramahansa Yogananda Autobiografia unui yoghin' și prin introducerea practicii de către Yogananda în Occident din 1920.